# Castel Radeck
Castel Radeck (Schloss Radeck in tedesco) si trova nella frazione omonima del comune austriaco di Bergheim nel Distretto di Salzburg-Umgebung appartenente al Land Salisburghese e la sua storia inizia nel XIII secolo. Del complesso storico originale restano alcuni particolari strutturali e la cappella cinquecentesca.

## Storia

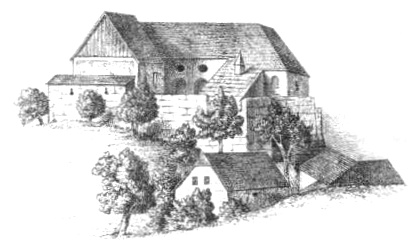
Castel Radeck in un'illustrazione del 1879

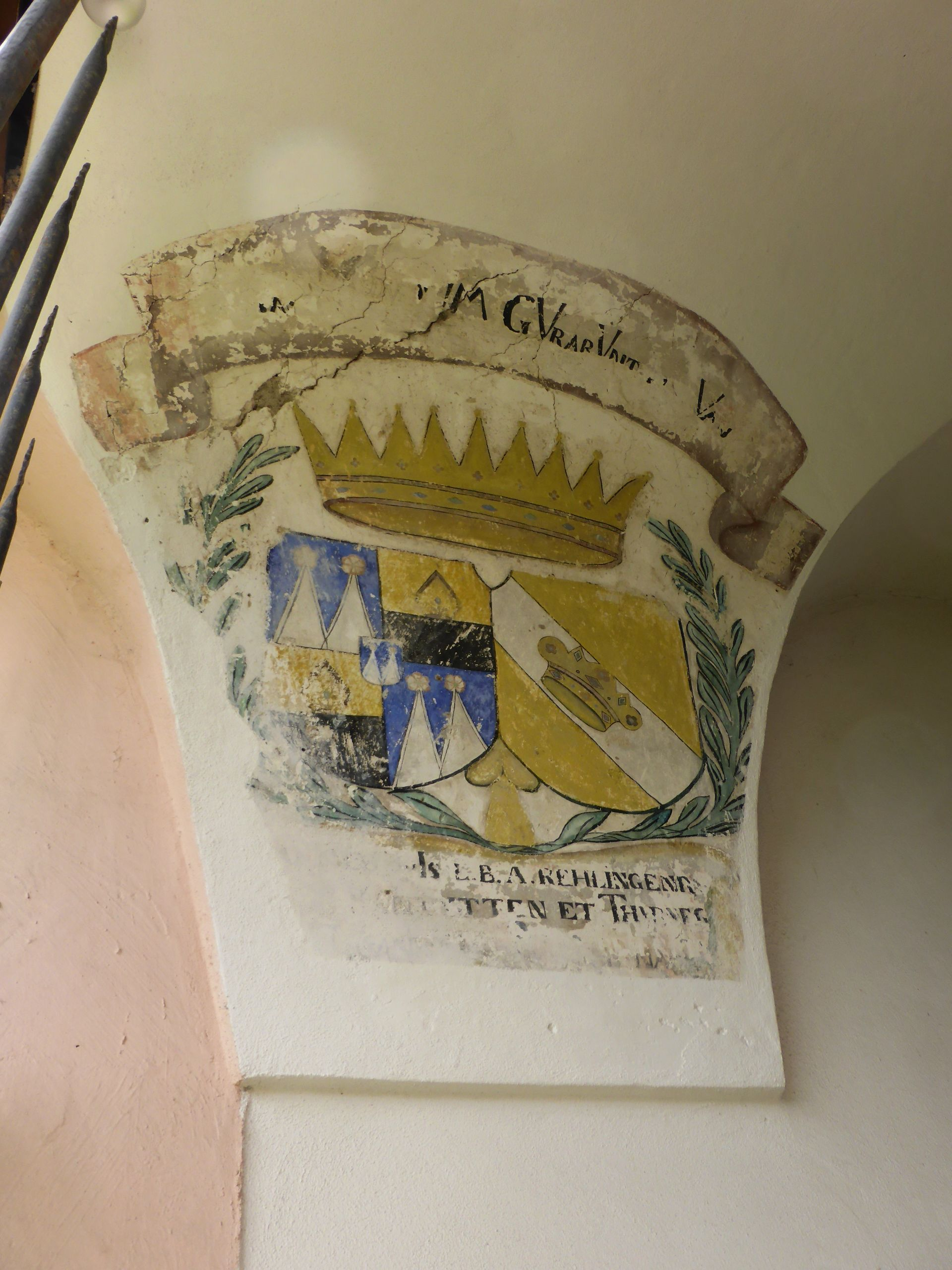
Affresco raffigurante lo stemma gentilizio risalente al 1670 circa, noto come lo stemma dell'alleanza tra le famiglie dei Rehlingen e dei Teufel e conservato nella scalinata della cappella

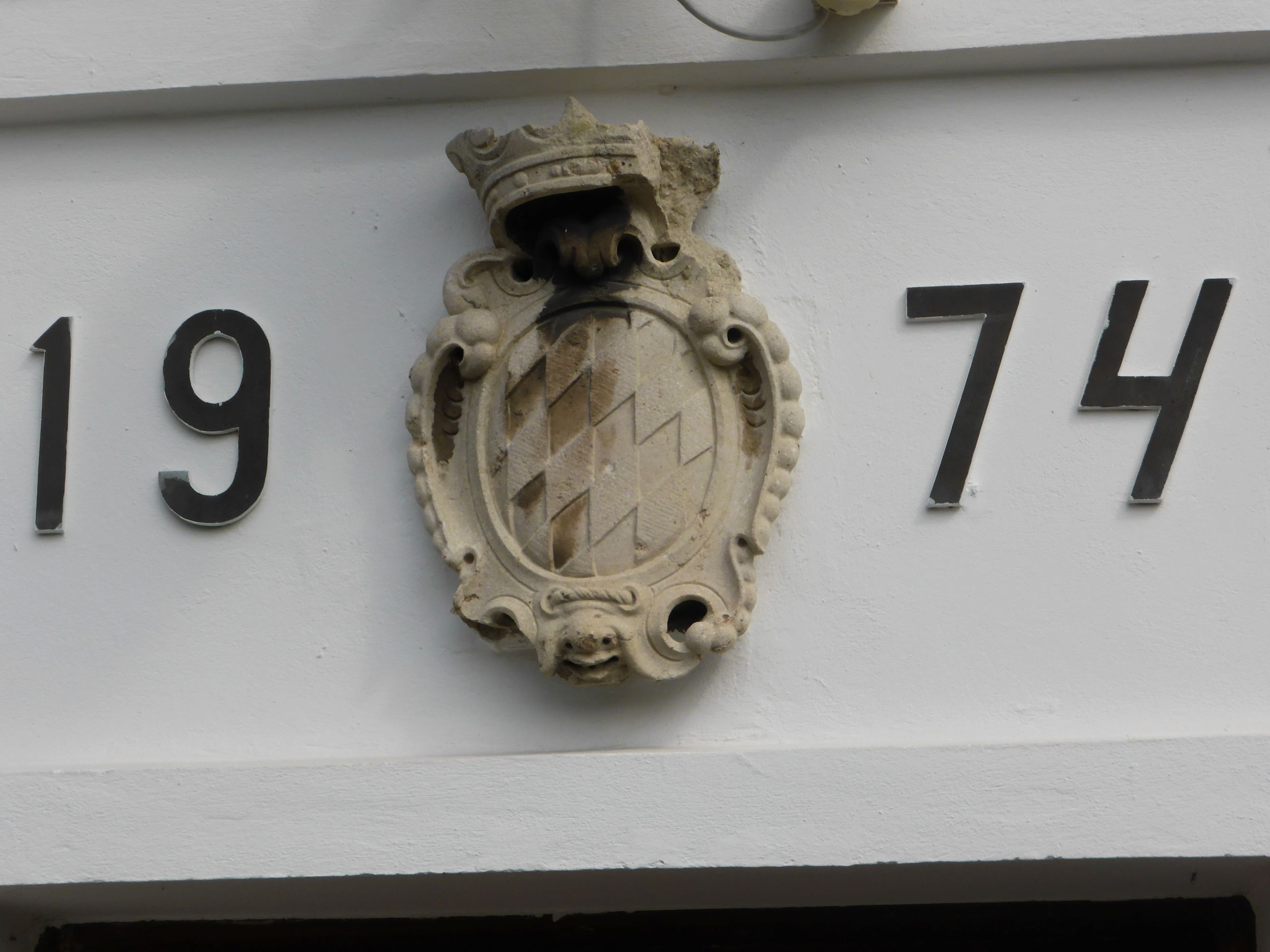
Piccolo stemma in pietra posto sulla porta della casa di residenza e appartenuto alla famiglia Königsegg che proviene dall'ex porta del castello

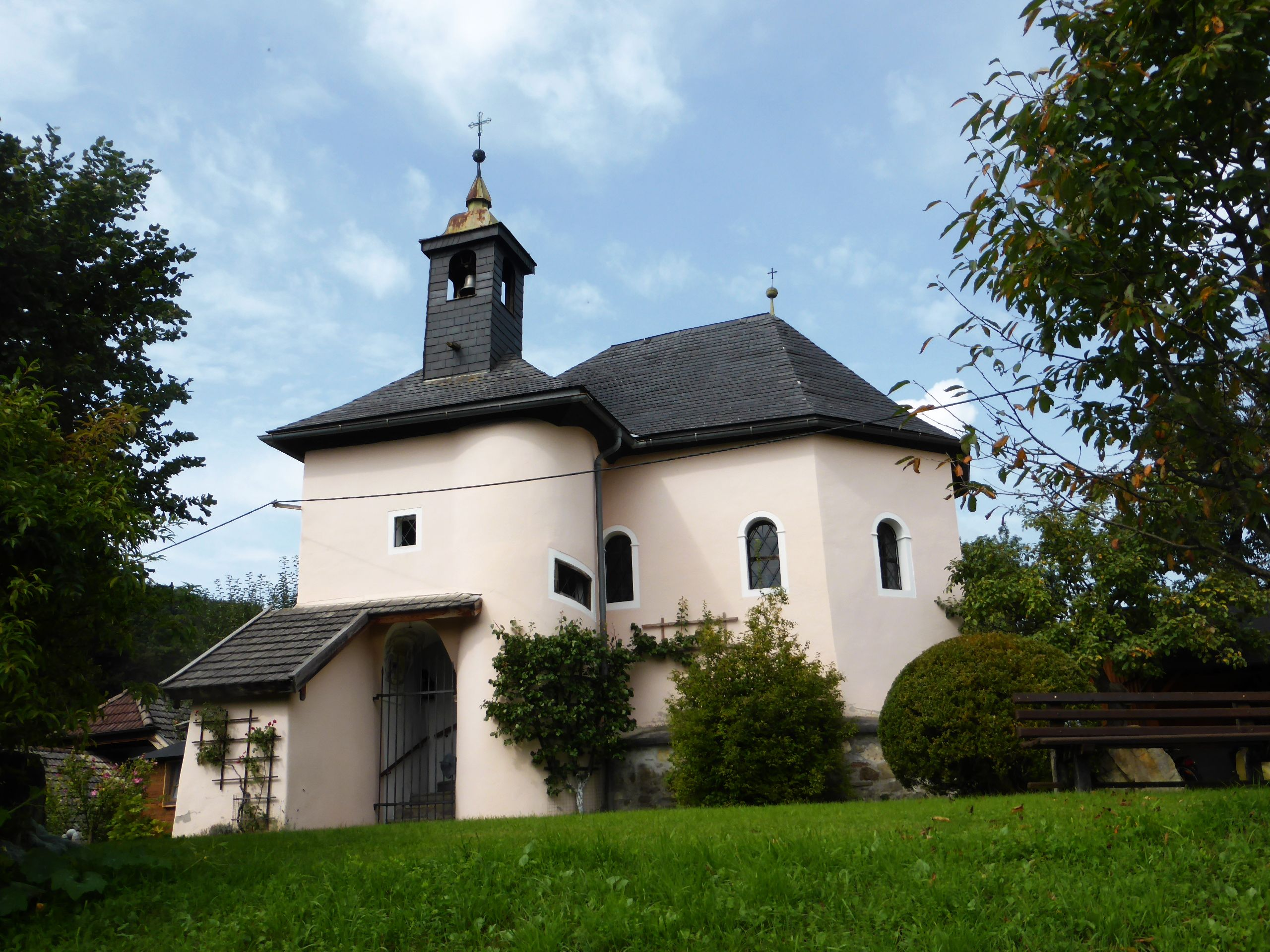
Cappella originale di castel Radeck

Il castello risale all'inizio del XIII secolo ed era originariamente di proprietà dei signori locali, i Radecker, una delle più importanti famiglie ministeriali di Salisburgo tra XIII e XIV secolo. Nel 1270 Ulrich e Heinrich von Radeck ipotecarono il castello con Ulrich von Wispach e Chunrad von Kuchl e tre anni dopo Heinrich dovette vendere metà della proprietà all'arcivescovo Federico di Walchen. Nel 1334 anche la parte restante del castello fu venduta all'arcivescovo Federico di Liebnitz e da quel momento venne utilizzato come sede del tribunale di Hallwang. Nel 1508 il tribunale fu trasferito al castello di Neuhaus e il nuovo proprietario, Hans III Präzl, fece ricostruire il castello e nel 1516 costruì una cappella accanto al castello. A questi successe il canonico di Passau Erasmus Hohenfelder e nel 1525 il castello fu gravemente danneggiato da un incendio durante la guerra dei contadini ma fu ricostruito poco dopo. Nel 1546 Massimiliano Keuzl ne ottenne il feudo che poi passò a Paul Rottinger e a Stefan Schmerbl. I baroni di Rehlingen fecero ristrutturare in gran parte l'edificio nel 1670 che nel 1685 passò al canonico salisburghese Franz Anton Graf zu Königsegg. La sua erede, la contessa Anna Eleonora Fuggerin nata Königsegg vendette il castello a Maria Plain nel 1713 e poi vi furono nuovi passaggi sino a quando, durante le guerre napoleoniche, venne gravemente danneggiato e l'allora proprietario Philipp Gäng lo vendette all'Università di Salisburgo nel 1813 per tornare poi nuovamente in possesso di una famiglia nobile sino al 1837, quando l'imperatore Ferdinando I lo concesse come feudo all'abate Alberto IV Nagnzaun. Da quel momento il castello è caduto sempre più in rovina e nel 1854 è stato ceduto ad un contadino del luogo, Felix Fuchs. Nel 1860 il castello fu in gran parte demolito e fu sono oltre un secolo dopo che, mel 1972 quello che restava del maniero storico venne rimosso per costruire sul sito un nuovo edificio. Del complesso originale rimangono la cappella cinquecentesca e alcuni particolari nel nuovo edificio a due piani.

## Descrizione
La struttura, formata da un edificio residenziale e da una cappella, si trova nella frazione Radeck del comune austriaco di Bergheim nel Distretto di Salzburg-Umgebung appartenente al Land Salisburghese. Questa frazione prende il nome dalla famiglia che possedette per prima il castello. È sulle pendici orientali del Plainberg a nord dello svincolo autostradale Salisburgo-Nord. L'edificio residenziale è semplice, a due piani. La cappella, parte storicamente più importante, è dedicata a San Giovanni Battista e vi si conserva lo stemma dell'alleanza e un parapetto della galleria dipinto del 1690. Lo stemma in pietra sulla casa si riferisce alla famiglia Königsegg e proviene dall'ex porta del castello.

### Bene architettonico tutelato
Castel Radeck, in particolare la sua cappella, dal 1993 è un monumento posto sotto tutela col numero 128444 da parte della Repubblica austriaca.